# Viry-Noureuil
Viry-Noureuil é uma comuna francesa na região administrativa de Altos da França, no departamento de Aisne. Estende-se por uma área de 17,76 km². Em 2010 a comuna tinha 1 736 habitantes (densidade: 97,7 hab./km²).